# Baltic Aviation Academy
BAA Training (колишня Baltic Aviation Academy та дочірня компанія Avia Solutions Group) — це незалежний авіаційний навчальний центр зі штаб-квартирою у Вільнюсі (Литва), який здійснює свою діяльність у всьому світі. Сертифікована як затверджена навчальна організація (ATO), BAA Training пропонує послуги за програмою Ab Initio для літаків та вертольотів, рейтинг типу (Type Rating), навчання на бортпровідника, спеціаліста з наземного обслуговування, навчання льотних диспетчерів, включаючи онлайн-курси та має можливість щорічно готувати близько 1000 авіаційних фахівців. Клієнтами BAA Training є представники 96 країн. У льотній школі Ab Initio з двома базами в Іспанії та парком із 22 літаків навчається понад 200 студентів. В даний час BAA Training використовує 8 повнопілотажних тренажерів (FFS): 4 FFS у навчальному центрі у Вільнюсі, Литва, 2 FFS у Хошимін, В'єтнам, 1 FFS у місті Чженчжоу в Китаї, 1 FFS у Барселоні, Іспанія. Загалом, через велику мережу з 69+ FFS у 29+ операційних центрах, BAA Training забезпечує авіаційну підготовку по всьому світу для більш ніж 14 типів повітряних суден.

## Історія
- в 2006 році – заснування академії
  - Створення навчального центру FlyLAL, який повністю належить flyLAL Group. Центр проводив навчання для пілотів і екіпажу літаків B737CL і SAAB 2000.

- у 2008 році – перший симулятор імітаційного обладнання
  - У штаб-квартирі академії встановлено перший повноцінний льотний тренажер - Boeing 737.
  - Встановлено справжній пожежний тренажер для навчання з пожежно-димової підготовки у штаб-квартирі Академії.
- у 2009 році – зміна назви
  - Після впровадження нової бізнес-стратегії Академія змінила свою назву на "Baltic Aviation Academy" (Балтійська авіаційна академія).
- у 2011 році - Подальше розширення
  - На території Академії у Вільнюсі встановлено повнопілотажний тренажер Airbus A320.
  - Придбання першого літака Cessna 150 ознаменувало початок роботи льотної школи Ab Initio.
  - Зі створенням нового напряму діяльності – SimHelp – перелік навчальних послуг доповнюється компанією, яка відповідає за обслуговування тренажерів і постачання запчастин.
- у 2013 році – АТО відповідно до вимог EASA та розширення
  - Авіаційний навчальний центр «Baltic Aviation Academy» отримує схвалений сертифікат навчальної організації відповідно до EASA.
  - Замовлення тренажерів FNPT для навчання в льотній школі Ab Initio.
  - Створення MOMook, інтелектуального програмного забезпечення для управління бізнесом, розробленого спеціально для авіаційних навчальних центрів. [1]
- у 2015 році – ребрендинг для міжнародної експансії
  - Baltic Aviation Academy стає BAA Training. [2]

- у 2016 році – нові можливості для клієнтів
  - Компанія придбала тренажер Airbus A320 з сенсорним екраном, який дозволяє краще підготуватися до навчальних польотів перед використанням повноцінного льотного тренажера (FFS), заощаджуючи час і кошти клієнтів. [3]
  - Створюється перша кадетська програма. [4]
  - «BAA Training» створює центр компетенції «Emblick», внутрішній центр компетенції «Avia Solutions Group»,  в якому також можуть брати участь інші литовські організації.
- у 2017 році - перша курсантська програма для гелікоптерів
- у 2018 році – придбання Door and Slide Trainer
  - Придбання Airbus A320 Door and Slide Trainer для навчання бортпровідників і пілотів. [5]
  - BAA Training оголошує про створення нової компанії у В'єтнамі. [6]
  - BAA Training відкриває нову льотну базу в міжнародному аеропорту Льє́йда — Алґуа́йра. [7]
  - Флот льотної школи Ab Initio досягає 17 літаків.
  - Придбання та встановлення тренажерів Boeing 737 NG та Airbus A320 у штаб-квартирі академії.
  - Підписання меморандуму про взаєморозуміння (MoU)  з Henan Civil Aviation Development and Investment Company (HNCA), який оголосив про початок співпраці зі створення спільного авіаційного навчального підприємства в Китаї на базі Henan.
  - Створення «Become a Pilot» (Стань пілотом) - це пілотний проект фінансування навчання та інтеграції на ринку праці для ринку Литви.
  - Запуск першої програми навчання MPL шляхом підписання партнерської угоди з Avion Express.
- у 2019 році - Продовження глобального розширення та новий великий клієнт для навчання курсантів
  - BAA Training оголошує про плани інвестувати 60 мільярдів доларів євро на глобальний розвиток FFS (повнопілотажних тренажерів).
  - Партнерська угода про підготовку курсантів з Turkish Airlines.
  - Підписано угоду про створення спільного підприємства з Henan Civil Aviation Development and Investment Company (HNCA).
  - BAA Training відкриває навчальний центр у В'єтнамі [8]

- у 2020 році – відкриття нового навчального закладу
  - Компанія відкриває навчальний центр у Китаї. [9]
- 2021 - вітер змін
  - Компанія відкриває навчальний заклад в Іспанії. [10]
  - BAA Training відкриває в Іспанії компанію з технічного обслуговування і ремонту під назвою Avia Repair Co. [11]
  - BAA Training інвестує 31 мільйон євро для свого глобального розширення. [12]
  - Компанія призначає Маріуса Равойтіса (Marijų Ravoitį) новим генеральним директором. [13]
  - BAA Training запускає нову програму присвоєння рейтингу типу Boeing 737 MAX. [14]
  - BAA Training запускає навчання пілотів із використанням віртуальної реальності. [15]
  - BAA Training Vietnam підписала довгострокову угоду про оренду FFS з Bamboo Airways. [16]

### Кадетські програми
З 2016 року BAA Training розпочала активну співпрацю з Wizz Air, Turkish Airlines, SmartLynx, Avion Express, Lao Skyway Airlines та BayViet Aviation School щодо рішень для навчання курсантів.

### Програми MPL
У 2019 році зосереджуючись на розвитку професійних авіаційних навичок, BAA Training спільно з авіакомпанією Avion Express видали першу ліцензію пілота на багатопілотний літак.
| Ab Initio                                              | Ab Initio |
| ------------------------------------------------------ | --------- |
| Ліцензія приватного пілота повітряного судна - PPL(A)  | вік - 16+ |
| Ліцензія приватного пілота вертольота - PPL(H)         | вік - 16+ |
| Ліцензія комерційного пілота літака - CPL(A)           | вік - 18+ |
| Ліцензія комерційного пілота вертольота - CPL(H)       | вік - 18+ |
| Ліцензія транспортного пілота Frozen Airline - ATPL(A) | вік - 18+ |
| Курсантські програми авіакомпаній                      | вік - 18+ |

| Рейтинг типу            | Рейтинг типу                        |
| ----------------------- | ----------------------------------- |
| Airbus A320             | Рейтинг типу                        |
| Airbus A320             | Рейтинг типу (DGCA)                 |
| Airbus A320             | Перехресна кваліфікація екіпажу CCQ |
| ATR 42                  | Рейтинг типу                        |
| ATR 72                  | Рейтинг типу                        |
| ATR 72-600              | Рейтинг типу ( DGCA )               |
| Boeing 737 CL           | Рейтинг типу                        |
| Boeing 737 NG           | Рейтинг типу                        |
| Boeing 737 NG           | Рейтинг типу (DGCA)                 |
| Boeing 737 CL+NG        | Рейтинг типу                        |
| Boeing 757              | Рейтинг типу                        |
| Boeing 767              | Рейтинг типу                        |
| Boeing 737 MAX          | Рейтинг типу                        |
| Boeing                  | Відмінності типів                   |
| Bombardier CRJ 100/200  | Рейтинг типу                        |
| Bombardier CRJ 700/900  | Рейтинг типу                        |
| Bombardier Dash 8 - 400 | Рейтинг типу                        |
| Embraer 135/145         | Рейтинг типу                        |
| Embraer 170/190         | Рейтинг типу                        |

Інші курси включають – бортпровідників, спеціалістів з наземного обслуговування, диспетчерів, включаючи онлайн-курси навчання.
На додаток до своєї навчальної бази у Вільнюсі, Литва, BAA Training ппроводить підготовку щодо присвоєння рейтингу типу для більш ніж 14 типів літаків на 69+ повних льотних тренажерах у більш ніж 29 місцях у Європі, Південній Америці, Африці та Азії.

## Тренажери
| Обладнання                                     | Тип                          | Тип           |
| ---------------------------------------------- | ---------------------------- | ------------- |
| Симулятори                                     | Airbus A320                  | Boeing 737 CL |
|                                                | Airbus A320                  | Boeing 737 NG |
| Тренажер з процедур навігації у польоті (FNPT) | Tecnam P2006T                | Cessna 172    |
| Тренажер сенсорного екрану (TST)               | Airbus A320                  |               |
| Симулятор дверей і гірок                       | Airbus A320                  |               |
| Симулятори BAA Training В'єтнам                |                              |               |
| Симулятори                                     | Airbus A320ceo FFS           |               |
|                                                | Airbus A320neo FFS           |               |
| CAE 400XR ISP                                  | A320                         |               |
| V900 Commander                                 | Для протипожежної підготовки |               |
| Симулятори BAA Training Іспанія                |                              |               |
| Симулятори                                     | Airbus A320ceo FFS           |               |
|                                                | Boeing 737 MAX FFS           |               |

## Міжнародний розвиток

### Навчання BAA в Європі
У 2018 році BAA Training відкрила нову льотну базу в іспанському міжнародному аеропорту Льє́йда - Алґуа́йра, щоб забезпечити цілорічне навчання своїх студентів.
До кінця 2019 року BAA Training експлуатувала 4 повнопілотажні тренажери у Вільнюсі: два Airbus A320, один Boeing 737 CL і один Boeing 737 NG. Однак у зв'язку зі зростанням кількості пілотів і студентів Ab Initio та глобальним попитом на пілотів компанія оголосила про плани щодо розширення свого парку за рахунок шести додаткових установок у Європі та Азії.
У 2020 році компанія оголосила про створення навчального центру BAA Training Spain поблизу аеропорту Барселона-Ель-Прат. Всього він розрахований на розміщення 7 повноцінних льотних тренажерів. Перші 2 планують підготувати до навчання до вересня 2020 року.  

### Навчання BAA у В'єтнамі
у 2018 році Компанія BAA Training оголосила про створення нової компанії у В’єтнамі – BAA Training Vietnam, яка до 2023 року керуватиме навчальним центром із 4 повних льотних тренажерів. У вересні 2019 року BAA Training Vietnam отримала сертифікат ATO і розпочала свою діяльність у 2019 році з першим повнопілотажним тренажером Airbus A320, а другий тренажер має розпочати роботу у лютому 2020 року. 

### Навчання BAA в Китаї
Після підписання угоди про спільне підприємство з HNCA у 2019 році, BAA Training розпочала створення навчального центру BAA Training China з шістьма тренажерами. Церемонія закладки фундаменту ознаменувала початок будівництва BAA Training China. BAA Training China відкрився у червні 2020 року, а перший тренажер почав працювати у серпні 2020 года[28].

## Додаткові бізнес-напрямки
У 2011 році BAA Training створила компанію SimHelp, яка в даний час виступає як платформа для обслуговування флоту FFS та постачання запасних частин.
У 2013 році компанія створила MOMook – інтелектуальне програмне забезпечення для управління бізнесом, розроблене спеціально для авіаційних навчальних центрів. Інтегроване у повсякденну діяльність навчального центру, MOMook дозволяє проводити інтелектуальне планування ресурсів та процесів навчання, контролювати централізовану інформацію легко та швидко, проводити моніторинг оцінок та прогресу успішності студентів, а також функціонує як електронна навчальна платформа.
У 2016 році BAA Training створила Emblick, визнаний EAAP пілотний центр оцінки та компетенцій. Основна роль Emblick полягає в оцінці придатності кандидатів до професії пілота та навчальних програм BAA Training, а також розвитку певних компетенцій і навичок.
У 2018 році засновано програму «Стань пілотом» - пілотну програму фінансування навчання та інтеграції на ринок праці для ринку Литви. Поточна програма передбачає навчання пілотів разом із фінансуванням, а також початок кар’єри пілота авіакомпанії.